# Kottweiler-Schwanden
Kottweiler-Schwanden ist eine Ortsgemeinde im Landkreis Kaiserslautern in Rheinland-Pfalz. Sie gehört der Verbandsgemeinde Ramstein-Miesenbach an, innerhalb derer sie sowohl gemessen an der Einwohnerzahl als auch gemessen an der Fläche die kleinste Ortsgemeinde darstellt.

## Geographie
Kottweiler-Schwanden besteht aus den beiden Ortsteilen Kottweiler und Schwanden. Das Dorf liegt im Nordpfälzer Bergland. Die Gemeinde wird vom Schwanderbach, einem Zufluss des Mohrbachs, durchflossen. Im Osten der Gemeindegemarkung entspringt außerdem der Miesenbach. In diesem Bereich befindet sich außerdem der 362 Meter hohe Hebelhübel.

## Geschichte
Der Ort wurde erstmals 1349 urkundlich erwähnt. Bis zum 18. Jahrhundert gehörte er zur Kurpfalz. Von 1798 bis 1814, als die Pfalz Teil der Französischen Republik (bis 1804) und anschließend Teil des Napoleonischen Kaiserreichs war, war Cottweiler und Schwanden in den Kanton Landstuhl eingegliedert und war Bestandteil der Mairie Obermohr. 1815 hatte die Gemeinde insgesamt 288 Einwohner. Anschließend wechselte „Kottweiler und Schwanden“ in das Königreich Bayern. Von 1818 bis 1862 gehörte der Ort dem Landkommissariat Homburg an; aus diesem ging das Bezirksamt Homburg  hervor. Da ein Teil des Bezirksamts – einschließlich Homburg selbst – 1920 dem neu geschaffenen Saargebiet zugeschlagen wurde, wechselte die Gemeinde ins Bezirksamt Kaiserslautern und wurde bis 1938 von einer in Landstuhl ansässigen Bezirksamtsaußenstelle verwaltet. Ab 1939 war der Ort Bestandteil des Landkreises Kaiserslautern. Nach dem Zweiten Weltkrieg wurde Kottweiler-Schwanden innerhalb der französischen Besatzungszone Teil des damals neu gebildeten Landes Rheinland-Pfalz. Im Zuge der ersten rheinland-pfälzischen Verwaltungsreform wurde Kottweiler-Schwanden 1972 in die neu geschaffene Verbandsgemeinde Ramstein-Miesenbach eingegliedert.

## Religion
Im Jahre 2012 waren 42,7 Prozent der Einwohner katholisch und 41,0 Prozent evangelisch. Die übrigen gehörten einer anderen Religion an oder waren konfessionslos. Die Katholiken gehören zum Bistum Speyer, die Evangelischen zur Protestantischen Landeskirche Pfalz. Anfang des 19. Jahrhunderts bildete der Ort katholischerseits eine Filiale der in Obermohr ansässigen Pfarrei.

## Politik

### Gemeinderat
Der Gemeinderat in Kottweiler-Schwanden besteht aus 16 Ratsmitgliedern, die bei der Kommunalwahl am 9. Juni 2024 in einer personalisierten Verhältniswahl gewählt wurden, und der ehrenamtlichen Ortsbürgermeisterin als Vorsitzender.
Die Sitzverteilung im Gemeinderat:
| Wahl | SPD | CDU | FWG | WG UB | Gesamt   |
| ---- | --- | --- | --- | ----- | -------- |
| 2024 | 2   | 7   | 7   | –     | 16 Sitze |
| 2019 | 3   | 6   | 7   | –     | 16 Sitze |
| 2014 | 3   | 6   | 5   | 2     | 16 Sitze |
| 2009 | 3   | 6   | 4   | 3     | 16 Sitze |
| 2004 | 3   | 7   | 3   | 3     | 16 Sitze |

- FWG = Freie Wählergruppe Kottweiler-Schwanden e. V.
- WG UB = Wählergruppe Unabhängige Bürger e. V.

### Ortsbürgermeister
Gabriele Schütz (FWG) wurde am 3. Juli 2014 Ortsbürgermeisterin von Kottweiler-Schwanden. Bei der Direktwahl am 26. Mai 2019 wurde  sie mit einem Stimmenanteil von 59,75 % wiedergewählt. Bei der Direktwahl am 9. Juni 2024 setzte sie sich mit 57,8 % gegen einen Mitbewerber durch und wurde damit für weitere fünf Jahre in ihrem Amt bestätigt.
Ihr Vorgänger Roland Palm (CDU) hatte das Amt des Ortsbürgermeisters bis 2014 inne.

### Wappen
| Wappen von Kottweiler-Schwanden | Blasonierung: „In Grün unter einem goldenen Reichsapfel eine silberne Waldaxt, schräg gekreuzt mit einer silbernen Hacke.“                                       |
| Wappen von Kottweiler-Schwanden | Wappenbegründung: Die Axt und die Hacke erinnern daran, dass Kottweiler-Schwanden als Rodungsort entstand. Es wurde 1960 vom Mainzer Innenministerium genehmigt. |

### Partnergemeinde
Mit Rambervillers in Frankreich wird seit 1979 eine Partnerschaft gepflegt.

## Kultur und Sehenswürdigkeiten

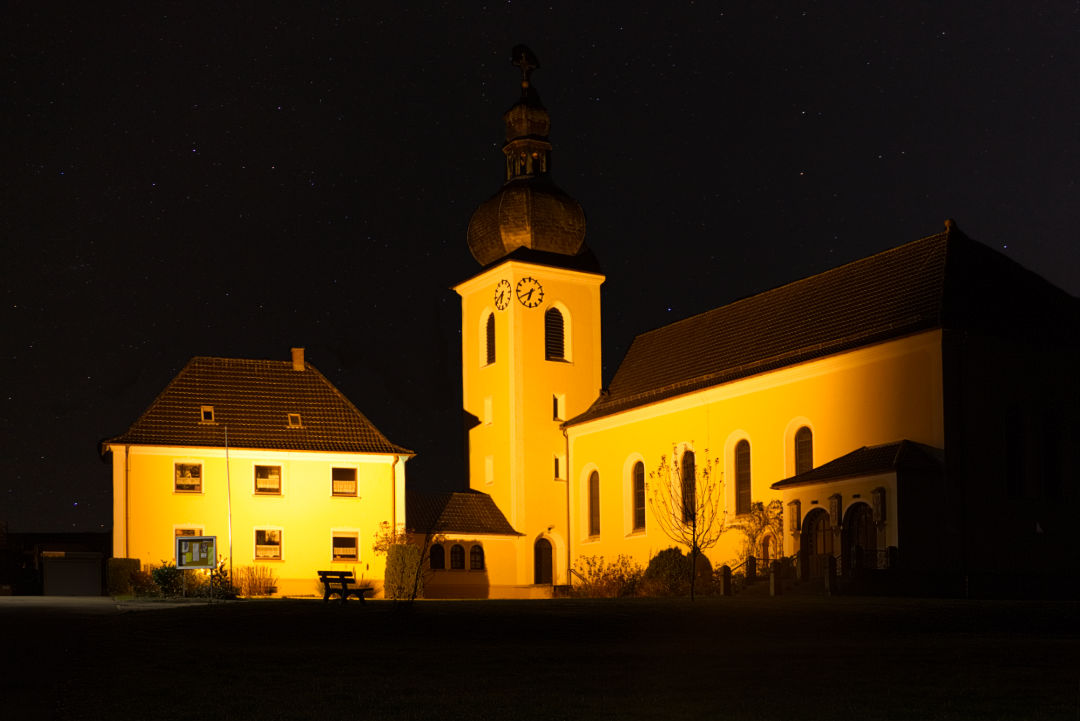
Denkmalgeschützte katholische Kirche

### Kulturdenkmäler
Vor Ort befinden sich insgesamt neun Objekte, die unter Denkmalschutz stehen.

### Natur
Innerhalb der Gemeindegemarkung existieren insgesamt drei Naturdenkmale.

### Sport
- Sportverein Kottweiler-Schwanden

### Regelmäßige Veranstaltungen
- Internationaler Silvester-Straßenlauf am 31. Dezember
- Kerwe am dritten Wochenende im September
- Weihnachtsmarkt am ersten Adventswochenende

## Verkehr
Der Öffentliche Nahverkehr ist in den Verkehrsverbund Rhein-Neckar integriert. Die Gemeinde ist durch die Bundesautobahnen 6 (Saarbrücken–Waidhaus) (Anschlussstelle: Ramstein-Miesenbach) und 62 (Anschlussstelle: Hütschenhausen) an das Autobahnnetz angebunden. Mitten durch Kottweiler-Schwanden verläuft die Landesstraße 366, die nach Ramstein-Miesenbach führt. In der Ortsmitte mündet in diese die aus Steinwenden kommende Kreisstraße 9.

## Persönlichkeiten

### Söhne und Töchter der Gemeinde
- Gerd Kannegieser (* 1957), Kabarettist, Lehrer und Mundartdichter

### Personen, die vor Ort gewirkt haben oder wirken
- Ewald Backe (1897–1968), Lehrer und Nationalsozialist, ließ sich nach 1948 in Kottweiler-Schwanden nieder.
- Karl Mages (1905–1995), nationalsozialistischer Redakteur und von 1938 bis 1945 letzter Intendant des Reichssenders Saarbrücken, heiratete 1945 vor Ort.
- Baltfried Barthel (1915–2013), Politiker (SPD), unterrichtete nach dem Zweiten Weltkrieg an der örtlichen Volksschule.
- Nicole Woysch (* 1976), Triathletin, nahm Ende 2009 am Silvesterlauf Kottweiler-Schwanden teil.